# Federazione di baseball della Mongolia
La Federazione mongola di baseball (eng. Mongolian Baseball National Federation) è un'organizzazione fondata nel 1991 per governare la pratica del baseball in Mongolia.
Organizza il campionato di baseball mongolo, e pone sotto la propria egida la nazionale maschile.